# Miguel Hernández
Miguel Hernández Gilabert (Orihuela, Alicante, Espanha, 30 de outubro de 1910 - Alicante, 28 de março de 1942) foi um poeta e dramaturgo espanhol. Apesar de vir de uma família pobre e ter tido pouca educação formal, publicou seu primeiro livro de poesias aos vinte e três anos de idade e obteve considerável fama antes de sua morte.
A Diputación de Jaén é proprietária do legado de Miguel Hernández.

## Obras

### Poesia
- Perito en lunas, Murcia, La Verdad, 1933 (Prólogo de Ramón Sijé).
- El rayo que no cesa, Madrid, Héroe, 1936.
- Viento del pueblo, Valencia, Socorro Rojo Internacional, 1937 (Prólogo de Tomás Navarro Tomás).
- Cancionero y romancero de ausencias (1938–1941), Buenos Aires, Lautaro, 1958 (Prólogo de Elvio Romero)

### Teatro
- Quien te ha visto y quien te ve y sombra de lo que eras, 1933.
- El torero más valiente, 1934
- Los hijos de la piedra, 1935
- El labrador de más aire, Madrid - Valencia, Nuestro Pueblo, 1937.
- Teatro en la guerra, 1937.